# Fantasmi detectives
Fantasmi detectives (Esprits fantômes) è una serie televisiva a cartoni animati prodotta da TF1, Safari de Ville e Carrére Group.

## Personaggi
- Isp. Jaz: il nipote di Agatha ed Ercole, innamorato di Lucia. Un giovane ispettore di polizia del dipartimento contro il soprannaturale. È molto intelligente e coraggioso. I tre fantasmini lo seguono e lo aiutano nel corso delle indagini.
- Agatha: nonna di Jaz e nonna adottiva di Toc Toc, Toby e Disastro. È stata lei a trovarli durante le sue passeggiate nel cimitero. Utilizza una sfera di cristallo per leggere nel futuro.
- Lucia: una giovane e bella giornalista, innamorata di Jaz. Spesso si trova coinvolta nelle avventure soprannaturali della sua famiglia, ma quasi mai scrive articoli in merito.
- Ercole: nonno di Jaz e nonno adottivo di Toc Toc, Toby e Disastro. È un inventore dotato di grande ingegno, malgrado spesso le sue invenzioni non funzionino come lui spera.
- Alice: una strega, grande amica di Agatha. La sua conoscenza riguardo alle vecchie leggende torna utile in varie situazioni.
- Toc Toc: il primo fantasmino dei tre adottato da Agatha. Di colore verde chiaro e dal corpo lungo e sottile, non è molto sveglio e spesso risponde con dei semplici "sì".
- Toby: il secondo fantasmino adottato da Agatha, bianco e magro. È vivace e scherzoso.
- Disastro: l'ultimo fantasmino adottato da Agatha, azzurro e paffuto. È timoroso e gentile.

## Doppiaggio
| Personaggio | Doppiatore originale    | Doppiatore italiano   |
| ----------- | ----------------------- | --------------------- |
| Isp. Jaz    | Bruno Choel             | Marco Vivio           |
| Agatha      | Marion Game             | Angiolina Quinterno   |
| Lucia       | Marie-Frédérique Habert | Paola Valentini       |
| Ercole      | Henri Labussière        | Luca Biagini          |
| Alice       | Patricia Legrand        | Graziella Polesinanti |
| Toc Toc     | Bruno Choël             | Gaia Bolognesi        |
| Toby        | Susan Sindberg          | Monica Vulcano        |
| Disastro    | Didier Gustin           | Luigi Ferraro         |